# Pie Eugène Neveu
Pie Eugène Joseph Neveu (Gien, 23 febbraio 1877 – Parigi, 17 ottobre 1946) è stato un vescovo cattolico e religioso francese appartenente agli Agostiniani dell'Assunzione, primo amministratore apostolico di Mosca,  vittima della persecuzione dei cristiani in Unione Sovietica.

## Biografia
Pie Eugène Neveu nacque a Gien il 23 febbraio 1877 ed era il maggiore dei sedici figli di Eugène e Alexandrine (nata Moline). Suo padre lavorava in una fabbrica di maioliche. Della sua famiglia ricordò: "Eravamo piccoli, poveri tra i poveri, e siamo sopravvissuti solo grazie all'aiuto dell'Ordine di San Vincenzo de Paoli". Già all'età di otto anni, iniziò a lavorare come venditore del giornale cattolico La Croix.

### Formazione e ministero sacerdotale
Studiò alla scuola diurna "San Giuseppe" del suo paese natale, nel seminario minore di Orléans e nel 1895 entrò nell'Ordine degli Agostiniani dell'Assunzione. Scelse il nome religioso di Pio, in onore di papa Pio V e del cardinale Louis-Edouard-François-Desiré Pie, un oppositore del liberalismo. Nel 1897 emise la professione solenne a Gerusalemme. Studiò filosofia e teologia a Notre-Dame-de-France. Nel 1901 divenne professore al seminario slavo di Karagač, in Cabardino-Balcaria, parte dell'Impero russo.
Il 18 marzo 1905 fu ordinato presbitero a Istanbul. La sua vita da quel momento fu dedicata all'apostolato nel mondo slavo e orientale: dopo essere stato insegnante al collegio di Varna, fu cappellano della chiesa del Buon Pastore a San Pietroburgo. Nel 1907 venne inviato a Makiïvka per esercitare il suo ministero sacerdotale con i cattolici di lingua francese, costituiti prevalentemente dalle famiglie dei dirigenti e dei lavoratori specializzati delle industrie del Donbass (Oblast' di Donec'k e Oblast' di Luhans'k), la regione delle miniere di carbone e delle imprese metallurgiche nell'odierna Ucraina orientale. Lì costruì una piccola chiesa in pietra che fu consacrata nel 1915. Sostituì anche il sacerdote di Jenakijeve che, essendo di origine tedesca, fu arrestato allo scoppio della prima guerra mondiale. Padre Neveu confessava anche in russo, una lingua che conosceva perfettamente. Fu in questi ruoli che assistette agli eventi drammatici che colpirono il paese, dall'inizio della prima guerra mondiale fino alla presa del potere da parte dei bolscevichi. Presto iniziarono le persecuzioni delle comunità cristiane, ortodosse o di altro tipo. La piccola gerarchia cattolica fu completamente distrutta e privata dei suoi vescovi, dopo che i processi farsa organizzati nel marzo del 1923 da Grigorij Evseevič Zinov'ev e Nikolaj Vasil'evič Krylenko portarono alla detenzione di Jan Cieplak, Konstanty Budkiewicz, Leonid Ivanovič Fëdorov e altri chierici di alto grado. Tuttavia, nello stesso anno, padre Neveu invò un memorandum al commissario per gli affari esteri dell'Ucraina Christian Georgievič Rakovskij, sostenendo l'istituzione di legami diplomatici tra la Russia bolscevica e la Santa Sede per tutelare gli interessi dei fedeli.
Preoccupato per questa situazione, papa Pio XI mandò in Unione Sovietica il gesuita Michel d'Herbigny che, passando per Berlino, fu segretamente consacrato vescovo dal nunzio apostolico Eugenio Pacelli. La missione di monsignor d'Herbigny era entrare con qualsiasi pretesto in Russia e consacrare diversi vescovi e amministratori apostolici per ricostituire una gerarchia cattolica, anche se clandestina.

### Ministero episcopale
L'11 marzo 1926 papa Pio XI lo nominò amministratore apostolico di Mosca e vescovo titolare di Citro. Ricevette l'ordinazione episcopale in segreto il 21 aprile successivo nella chiesa di San Luigi dei Francesi a Mosca dal vescovo Michel d'Herbigny.
Nella sua giurisdizione c'erano altri tre vescovi, anch'essi segretamente ordinati da monsignor d'Herbigny (Antoni Malecki, Boļeslavs Sloskāns e Aleksandr Frizon), e l'esarca di rito greco-cattolico Leonid Ivanovič Fëdorov. Secondo i decreti papali, Neveu poteva stabilire nuovi amministratori apostolici e ordinare non più di tre nuovi vescovi. Assunse l'incarico di amministratore apostolico il 3 ottobre 1926, dichiarando allo stesso tempo ufficialmente il suo ufficio episcopale.
Il 18 ottobre 1926, le autorità sovietiche gli chiesero di lasciare il paese entro tre giorni. Tuttavia, l'ambasciata francese lo difese, e gli fu permesso di rimanere nel paese a condizione che assistesse solo i fedeli francesi. In realtà, i cattolici di diverse nazionalità continuarono a essere il suo gregge. Fornì inoltre assistenza finanziaria a sacerdoti e laici che erano stati imprigionati. Le attività del vescovo si svolgevano sotto la stretta supervisione degli organi di sicurezza dello Stato, che raccoglievano materiali incriminanti su di lui.
L'arcivescovo ortodosso Varfolomej Nikolaj Remov, vescovo di Sergiev Posad e vicario della diocesi di Mosca sotto il patriarca Tichon di Mosca, dopo essersi convertito al cattolicesimo, nel 1933 fu segretamente nominato vescovo titolare di Sergievo e vicario episcopale dell'amministratore apostolico di Mosca. Nel 1935 Remov fu arrestato e giustiziato.

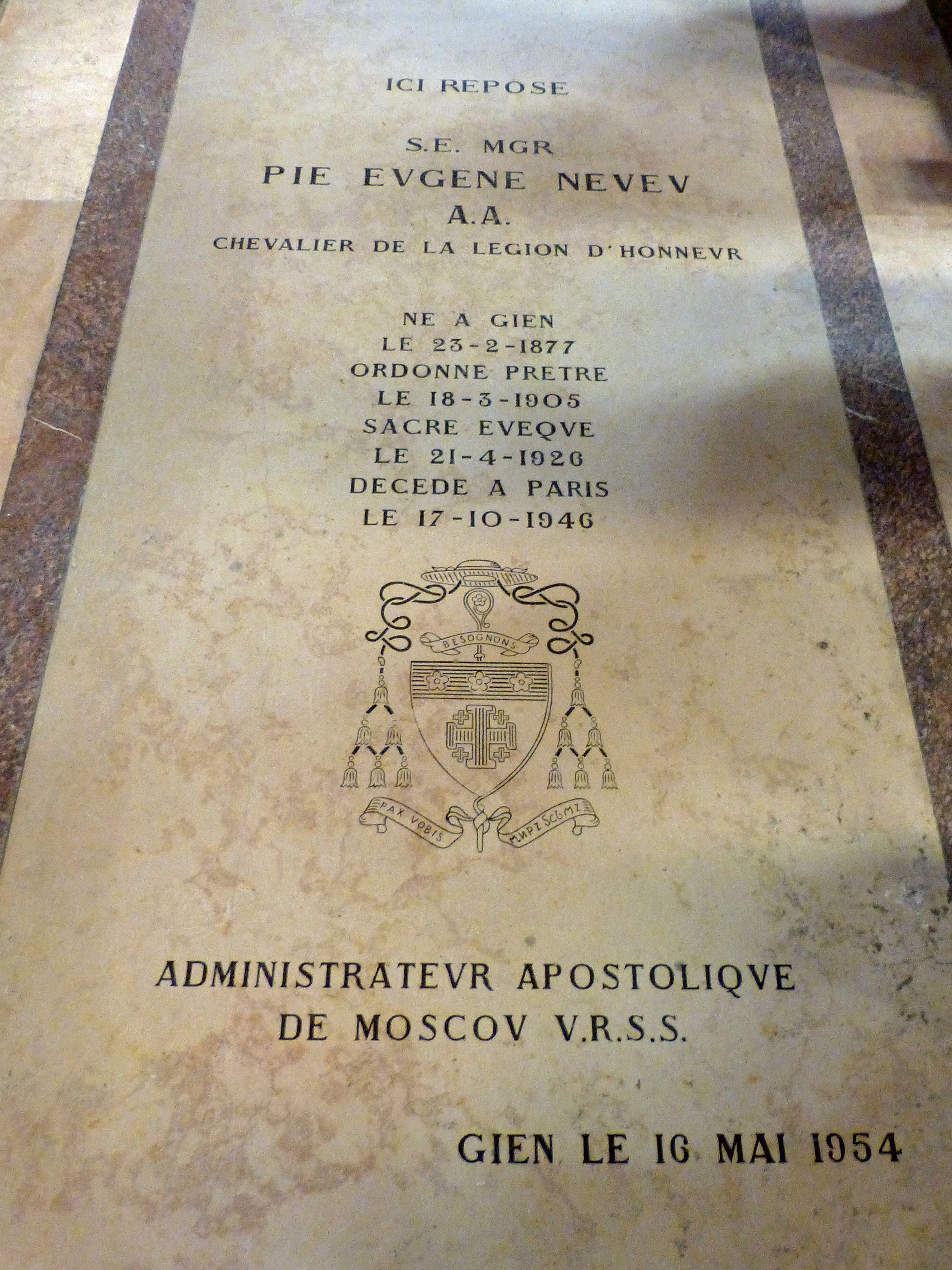
Tomba di monsignor Pie Eugène Neveu nella chiesa di Santa Giovanna d'Arco a Gien.

Il vescovo Neveu era un bibliofilo e possedeva una grande biblioteca, che durante il suo ministero a Makiïvka ammontava a circa ottomila volumi. Dal 1932 visse nell'ambasciata francese a Mosca.
Nel 1934 si recò in Francia per prendere parte al pellegrinaggio nazionale a Lourdes e poi si recò a Roma dove il papa lo ricevette in udienza. Poco dopo riuscì a tornare in Unione Sovietica. Nell'agosto del 1934 conferì l'ordinazione episcopale in segreto il domenicano Maurice Jean-Baptiste Amoudru e lo nominò amministratore apostolico di Leningrado. Tuttavia, il vescovo Amudru fu presto espulso dal paese.
Nel giugno del 1936, dovette recarsi in Francia per subire un'operazione. L'11 luglio 1937 incontrò per l'ultima volta a Lisieux monsignor Michel d'Herbigny in occasione della solenne consacrazione della basilica di Santa Teresa da parte del legato pontificio, il cardinale Eugenio Pacelli, e alla fine dell'11º congresso eucaristico nazionale.
Non più in grado di ottenere un visto per entrare in Unione Sovietica, trascorse gli ultimi anni della sua vita in Francia, prestando servizio in varie diocesi. Il 3 febbraio 1937 fu nuovamente ricevuto dal papa. La sua testimonianza influenzò ampiamente l'enciclica Divini Redemptoris del 19 marzo 1937, che criticava fortemente il comunismo. In patria si dedicò alla pastorale: conferiva cresime, ordinava sacerdoti e teneva lezioni. Ordinò diacono padre Georgij Roško, futuro visitatore plenipotenziario della Congregazione per le Chiese orientali per il ministero cattolico russo nel mondo. Tra il 1941 e il 1942 incontrò quattro rappresentanti delle autorità tedesche di occupazione che gli offrirono di tornare a Mosca, dopo la vittoria tedesca sull'Unione Sovietica. Neveu rifiutò l'offerta. Rifiutò anche di pubblicare sulla stampa una dichiarazione di carattere anti-bolscevico, dicendo che avrebbe potuto causare nuovi processi per i cattolici dell'Unione Sovietica.
Morì nella chiesa parigina di Saint-Pierre-de-Chaillot, nel centro della città, non lontano dagli Champs Elysees, dove avrebbe dovuto celebrare una cerimonia nuziale il 17 ottobre 1946 all'età di 69 anni. Inizialmente fu sepolto a Parigi. Nel 1954 la sua salma fu traslata nella chiesa di Santa Giovanna d'Arco a Gien.

## Genealogia episcopale e successione apostolica
La genealogia episcopale è:
- Cardinale Scipione Rebiba
- Cardinale Giulio Antonio Santori
- Cardinale Girolamo Bernerio, O.P.
- Arcivescovo Galeazzo Sanvitale
- Cardinale Ludovico Ludovisi
- Cardinale Luigi Caetani
- Cardinale Ulderico Carpegna
- Cardinale Paluzzo Paluzzi Altieri degli Albertoni
- Papa Benedetto XIII
- Papa Benedetto XIV
- Papa Clemente XIII
- Cardinale Marcantonio Colonna
- Cardinale Giacinto Sigismondo Gerdil, B.
- Cardinale Giulio Maria della Somaglia
- Cardinale Carlo Odescalchi, S.I.
- Cardinale Costantino Patrizi Naro
- Cardinale Lucido Maria Parocchi
- Papa Pio X
- Papa Benedetto XV
- Papa Pio XII
- Vescovo Michel d'Herbigny, S.I.
- Vescovo Pie Eugène Neveu, A.A.

La successione apostolica è:
- Vescovo Maurice Jean-Baptiste Amoudru, O.P. (1935)